# Aminata Sow Fall
Aminata Sow Fall (* 27. April 1941 in Saint-Louis, Senegal) ist eine senegalesische Schriftstellerin.

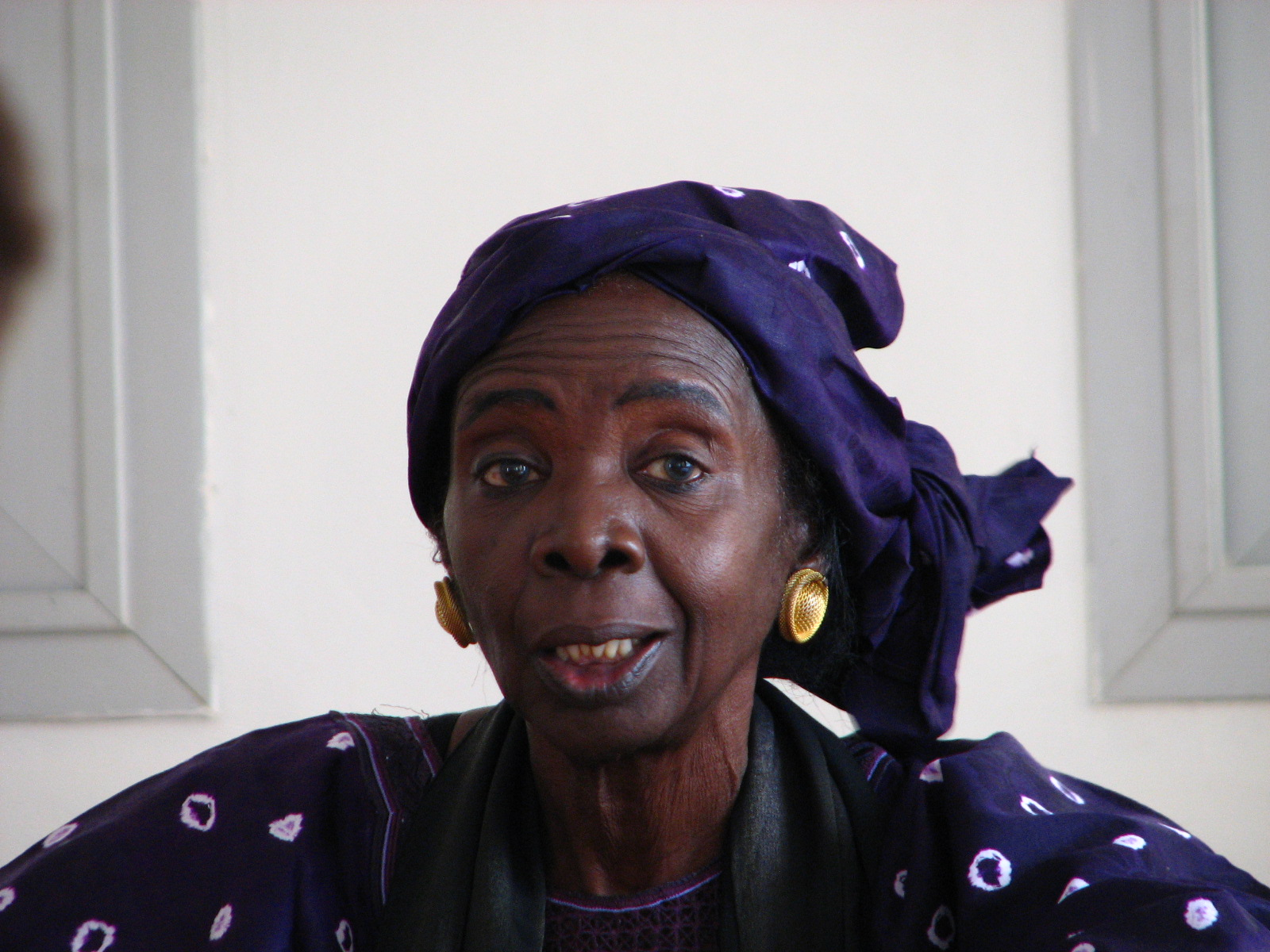
Aminata Sow Fall (2011)

## Leben
Nach mehreren Jahren am Lycée Faidherbe in Saint-Louis schließt Aminata Sow Fall ihre Schulbildung am Lycée Van Vollenhoven in Dakar ab. Daran schließt sie ein Studium romanischen Philologie und Literatur bis zur Licence an der Sorbonne an. 1963 heiratet sie und kehrt als Lehrerin nach Dakar zurück und arbeitet im Rahmen einer nationalen Kommission an der Reform des Französischunterrichts mit.
Von 1979 bis 1988 ist sie Leiterin für Sprach- und Literaturforschung, sowie Urheberrechte, im Kultusministerium und Leiterin des Zentrums für Studien und Kultur. Außerdem sind ihr im Wesentlichen die Gründung des Verlagshauses Khoudia, des Centre Africain d'Animation et d'Échanges Culturels zur Unterstützung junger Schriftsteller, der afrikanischen Agentur zur Wahrung der Rechte der Autoren in Dakar und des internationalen Zentrums für Studien, Forschung und Reaktivierung von Literatur, Kunst und Kultur in Saint-Louis zu verdanken. 1985 wird sie die erste Präsidentin des Schriftstellerverbandes Senegals.
Diverse Universitäten würdigten ihre Arbeit mit einem Ehrendoktortitel. Inhalte ihrer Werke sind vorrangig das Aufeinandertreffen und der Kontrast zwischen traditioneller und westlicher Kultur und Werten, sowie die gesellschaftlichen Konflikte, die daraus resultieren. Dabei leben sie von der Ironie der Betrachtungsweise und der Sprache. Im Jahr 1980 erhielt sie den Grand Prix littéraire de l’Afrique noire für ihr Werk La Grève des Battu.
Aminata Sow Fall wurde in die Anthologie Daughters of Africa aufgenommen, die 1992 von Margaret Busby in London und New York herausgegeben wurde.

## Auszeichnungen
- Grand-Croix oder Ritter und Membre du Conseil des Ordre national du Lion[1]
- Komtur des Ordre des Arts et des Lettres (2012)

## Werke
- Le Revenant, Roman, 1976, Dt. 1998
- La Grève des Bàttu, 1979 (Der Streik der Bettler) – Von Oumar Cissoko verfilmt; Moderne Politik, darauf ausgerichtet den Schein einer funktionierenden Gesellschaft zu wahren, im Kontrast zu traditionellen und religiösen Riten um die Barmherzigkeit gegenüber gesellschaftlich Benachteiligten. Dt. 1991, 1996
- L’Appel des Arènes 1982. Nach einer Ausbildung im Ausland und Abnabelung von der Familie und ihren traditionellen Werten findet ein Ehepaar über ihr Kind wieder zu ihren Wurzeln. Dt. 2001
- L'ex-père de la nation, 1987. Das Scheitern eines idealistischen Politikers, der sich in der Rolle eines Vaters der Nation sieht, an den gesellschaftlichen und wirtschaftlichen Realitäten. Infolgedessen die Mutation seines Regimes zur Diktatur und letztendlich sein blutiger Sturz – als verständnisloses Résumé seiner Amtszeit. Dt. 1997
- Le Jujubier du Patriarche, 1993 (Der Judendornstrauch des Patriarchen)
- Douceurs du Bercail, 1998
- Un grain de vie et d’espérance, 2002 (Ein Stück Leben und Hoffnung – Betrachtungen zur Esskultur in Senegal, gefolgt von einer Sammlung von Rezepten zusammengestellt von Margo Harley)

### Deutsche Ausgabe
- Die Rückkehr der Trommeln München: Kappa, 2001 ISBN 3932000544 (Frz. L'appel des arènes)
- Die wundersame Verwandlung des Bakar Diop Göttingen: Lamuv, 1998 ISBN 3889775039 (Frz. Le revenant)
- Der Sonnenpräsident ebenda, 1997 ISBN 388977492X  (Frz. L' ex-père de la nation)
- Der Streik der Bettler ebenda 1996 ISBN 3889774369 (Frz. La grève des bàttu ou les déchets humains) Erstaufl. udT Der Streik der Bettler oder der menschliche Abfall Frankfurt: Lembeck, 1991 ISBN 3874762688
- Afrika original Heft 1: Aminata Sow Fall, Gabriel Evouna Mfono, Ndeye Coumba, Mbengue Diakhate. Basel: Brot für Brüder (französische Originale mit deutscher Übersetzung) 1982